# Dumbarton

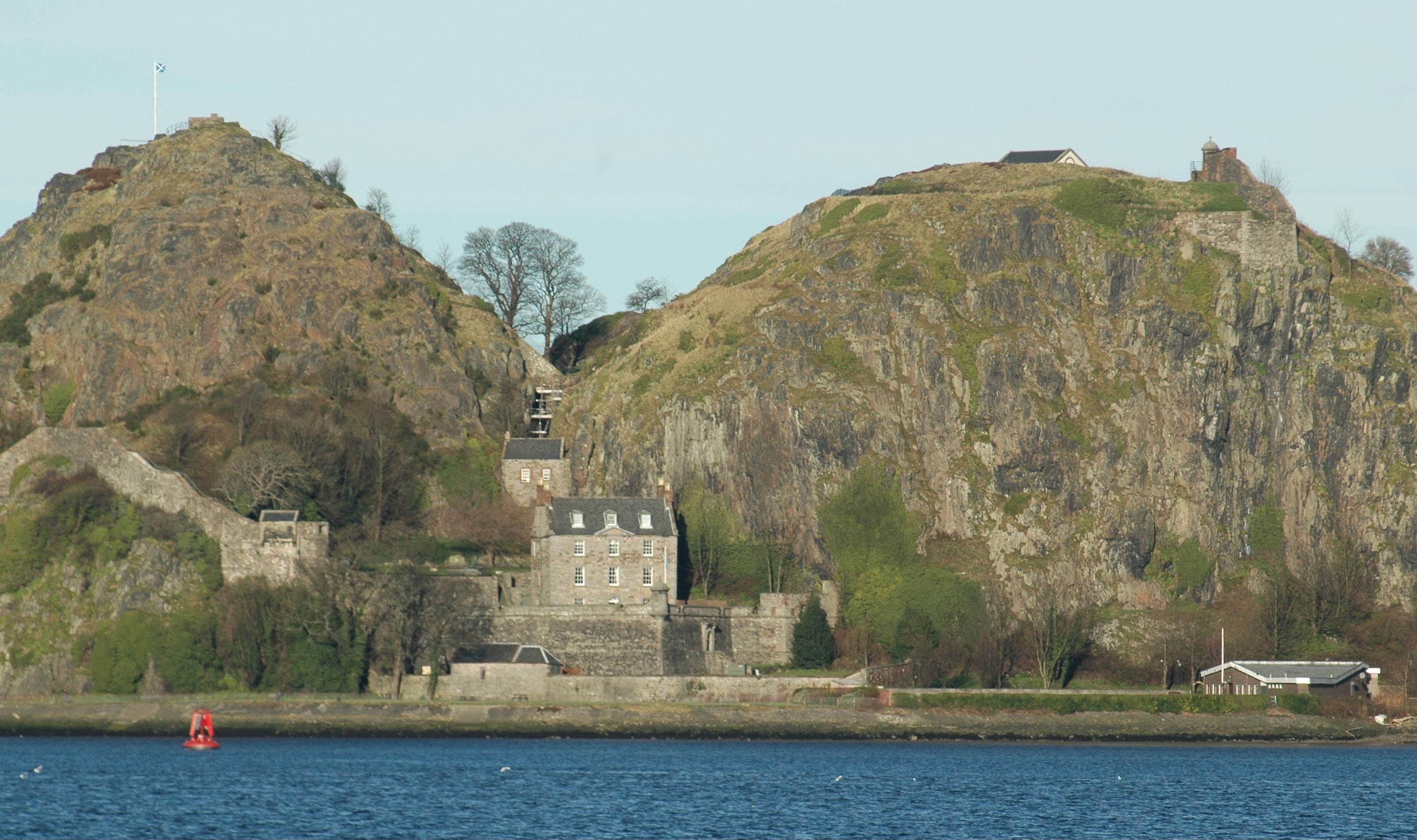
Dumbarton Castle.

Dumbarton (gaeliska Dùn Bhreatainn) är en stad och före detta burgh i Skottland, belägen vid fjorden Firth of Clyde. Staden är centralort i kommunen West Dunbartonshire. Folkmängden uppgick till 19 950 invånare 2012.
I Dumbarton finns bland annat Dumbarton Castle som är Skottlands äldsta borg.